# Mastacembelus goro
Mastacembelus goro és una espècie de peix pertanyent a la família dels mastacembèlids.

## Descripció
- Fa 37 cm de llargària màxima.
- Nombre de vèrtebres: 89.[5][6]

## Hàbitat
És un peix d'aigua dolça, demersal i de clima tropical.

## Distribució geogràfica
Es troba a Àfrica: conques dels rius Congo i Ntem.

## Observacions
És inofensiu per als humans.